# Antoni Maria Zaccaria
Św. Antoni Maria Zaccaria (ur. 1502 w Cremonie – 5 lipca 1539 tamże) – włoski zakonnik, założyciel Zgromadzenia Księży Regularnych św. Pawła, święty katolicki.

## Życiorys
Antoni Maria Zaccaria urodził się w Cremonie w roku 1502, 70 km na południowy wschód od Mediolanu. Jego szlachecka rodzina przypuszczalnie pochodziła z Genui. Ojciec – Lazzaro – zmarł, gdy Antoni Maria miał zaledwie dwa lata. Matka – Antonina Pescaroli – osiemnastoletnia wówczas wdowa, całkowicie poświęciła się wychowaniu syna. Studiował medycynę w Padwie, lecz zrezygnował z tego zawodu i poświęcił się służbie bożej. W 1528 r. przyjął święcenia kapłańskie. W roku 1533 założył zakon Kleryków Regularnych św. Pawła, których nazwano Barnabitami od kościoła św. Barnaby, przy którym się osiedlili. Św. Antoni miał wielki kult dla św. Pawła i dał go swoim braciom za wzór i opiekuna. Chciał, aby ich życie i nauczanie było przeniknięte duchem Apostoła Narodów. 
Mało wiadomo o dzieciństwie Antoniego Marii. Jego biografowie dostarczyli pewien znaczący epizod. Pewnego dnia w drodze ze szkoły chłopiec dał swoją pelerynę człowiekowi bez środków do życia.
Nie jest jasne, gdzie święty studiował nauki humanistyczne: w Cremonie czy w Pavii. Pewne jest, że 15 czerwca 1520 roku (był to rok Exsurge Domine, kiedy papież swoją bullą potępił Marcina Lutra) udał się do Padwy, by studiować filozofię i medycynę. Przed wyruszeniem do Padwy zrzekł się swojego całego dziedzictwa na korzyść matki.
Po otrzymaniu stopnia naukowego wrócił do Cremony, ale nigdy nie praktykował medycyny. 22-letni Antoni Maria, absolwent uniwersytetu, rozważał możliwość bezkompromisowego i aktywnego chrześcijańskiego stylu życia. Rezydencja rodziny Zaccarii znajdowała się w pobliżu małego kościoła św. Vitalisa. Tu Antoni Maria, jeszcze jako człowiek świecki, zaczął gromadzić najpierw dzieci, by uczyć je katechizmu, a następnie dorosłych, by czytać i rozważać Pismo Święte. Pod kierownictwem Dominikanów zaczął studiować teologię, Biblię, pisma Ojców i Doktorów Kościoła, szczególnie św. Tomasza z Akwinu. W styczniu 1529 roku otrzymał święcenia kapłańskie. Otoczony nielicznymi bliskimi, krewnymi i przyjaciółmi, bez specjalnego patosu, odprawił pierwszą Mszę św. w kościele św. Vitalisa w Cremonie.
Kapłaństwo udoskonaliło wcześniejszą pracę Antoniego Marii w tym kościele. Zaccaria kierował swe kazania do grupy zorganizowanej w Oratorium, prawdopodobnie stylizowanej na „Amicizia” (Przyjaźń – zob. List III). Jedną z jego duchowych uczennic była Valeria degli Alieri, dalsza krewna i członkini Oratorium. Pod jego kierownictwem zgromadziła ona w swoim domu grupę młodych kobiet, a Antoni M. Zaccaria stał się ich duchowym kierownikiem. Po jego śmierci otrzymały one odpowiednie zezwolenie, by stać się Zgromadzeniem Sióstr Anielanek.
Oprócz kierownictwa duchowego i formacji, Antoni Maria zaangażował się aktywnie w apostolstwo wśród biednych i chorych, szczególnie podczas zarazy w 1528 roku. W uznaniu jego zasług mieszkańcy Cremony uhonorowali go tytułem „ojca miasta”.
W tym czasie Antoni Maria wybrał sobie nowego kierownika duchowego z klasztoru Dominikanów pod wezwaniem św. Marii Łaskawej w Mediolanie – Fra Battistę Carioni da Crema (1460-1534), ucznia Sebastiana Magii, kolegę Gerolamo Savonaroli.
Kilka lat wcześniej, Fra Battista da Crema przekonał Kajetana Thiene, by ten opuścił Vicenzę, udał się do Rzymu i by angażował się w pracę nad reformą Kościoła. W tym właśnie czasie Dominikanin był spowiednikiem Ludovici Torelli (1500 – 1569) – hrabiny Guastalli. Jest całkiem prawdopodobne, że to dzięki jego ponagleniu, Ludovica wybrała Antoniego Marię na swojego kapelana. Objął on rezydencję w domu hrabiny.
W roku 1531 Ludovica, Antoni Maria i Fra Battista udali się do Mediolanu, gdzie dołączyli do Oratorium „Wieczna Mądrość”. Tutaj Antoni Maria spotkał dwóch mediolańskich przedstawicieli szlachty: Giacomo Antoniego Morigię (1497-1546) i Bartolomeo Ferrariego (1499-1544). Pod koniec 1532 roku dojrzał w nich projekt utworzenia nowej oryginalnej wspólnoty religijnej, składającej się z księży, sióstr zakonnych i laikatu.
Rodzina księży – to synowie św. Pawła. 18 lutego 1533 roku została ona zatwierdzona dokumentem „Vota per quae” przez papieża Klemensa VII. Było czymś absolutnie niezwykłym mieć nową rodzinę zakonną, zanim zaczęła ona funkcjonować. 24 lipca 1535 roku bullą Dudum felicis recordationis papież Paweł III po raz drugi zatwierdził nową nazwę – Księży Regularnych Congregatio Clericorum Regularium Sancti Pauli. Od nazwy pierwszego ich kościoła, św. Barnaby w Mediolanie (1545 r.), zostali popularnie nazwani Barnabitami.
W Mediolanie hrabina Torelli zaczęła gromadzić w swoim domu młode kobiety skłonne do życia duchowego. Antoni Maria został ich spowiednikiem i kierownikiem duchowym. Jego pragnieniem było, by stały się one żeńską rodziną jego przyszłego zgromadzenia. 15 stycznia 1535 roku papież Paweł III bullą „Debitum pastoralis” zezwolił im na powstanie kongregacji według zasad św. Augustyna. Nowe zakonnice były prowadzone przez siostry dominikanki i przyjęły ich habit. Wybrały nazwę „Anielanki”, do której Antoni Maria dodał: „świętego Pawła”. Ta formuła została zaaprobowana przez papieża Pawła III w dniu 6 sierpnia 1545 roku. W październiku 1535 r. Anielanki założyły swój pierwszy klasztor pw. św. Pawła w Mediolanie. W tym czasie dołączyły do apostolatu Barnabitów.
Trzecią rodziną Antoniego Marii była rodzina osób świeckich uważana za stowarzyszenie małżeńskie św. Pawła. Podzielali oni tę samą duchowość, co Ojcowie Barnabici i Siostry Anielanki.
Te trzy rodziny stały się wkrótce znane w Mediolanie ze względu na ich styl życia, ich praktyki aktów pokutnych, ich sposób ubierania się i modlitwy, które w tamtym czasie były prowokująco skromne. Niektóre ich inicjatywy stały się w późniejszym okresie w Mediolanie zwyczajem, jak na przykład: bicie dzwonów o godzinie trzeciej po południu w piątek – dla wspomnienia śmierci Pana Jezusa na krzyżu; uroczyście celebrowali również wystawienia Najświętszego Sakramentu w różnych kościołach miasta (tak zwane Czterdziestogodzinne nabożeństwo).
Nie wszyscy w Mediolanie byli zadowoleni z gorliwości nowej rodziny duchowej, grożono nawet jej członkom. Byli oskarżani o pelagianizm i naśladownictwo kontrowersyjnego Fra Battisty (zm. 1 stycznia, 1534 r. ). Interweniowały władze kościelne i cywilne. Doszło do dwóch rozpraw. Pierwsza, przeciw Synom św. Pawła miała miejsce 5-go października 1534 r. bez orzeczenia werdyktu. Druga rozprawa przeciw Synom św. Pawła i Anielankom św. Pawła rozpoczęła się w czerwcu 1536 r. a zakończyła – 21 sierpnia 1537 r. pełnym uniewinnieniem.
4 października 1534 roku, co mogło być ostatnią jego godziną, w wigilię pierwszego procesu, Antoni Maria skierował do swych współbraci płomienną mowę – były to najpiękniejsze chwile świętego. Ten dzień będzie później znany jako Pięćdziesiątnica (wł. Pentecoste) Zgromadzenia ojców Barnabitów. „Tutaj my jesteśmy, szaleńcy dla sprawy Chrystusa, który może być dumnym z naszych cierpień, ponieważ ci, o których świat myśli, że są zwyczajni i zasługują na pogardę – są tymi, których Bóg wybrał, aby wywyższyć tych, którzy są wszystkim. Nie straćmy z oczu Jezusa, ponieważ On przecierpiał krzyż, nie zważając na doznane poniżenia. Uświadomimy sobie wówczas, że jesteśmy sługami Boga dzięki wielkiej sile podczas cierpienia, gotowi na honor lub niełaskę, uważani za szalbierzy, choć jesteśmy prawdziwymi.”
Po tym bolesnym doświadczeniu, latem 1534 roku, Synowie św. Pawła zaczęli życie wspólnotowe, bez wahania przyjmując ślub ubóstwa, dotychczas ich nieobowiązujący. W 1537 roku, jeszcze w trakcie trwania drugiego procesu, Antoni Maria bez wahania przyjął polecenie biskupa Vicenzy, Kardynała Nicola Ridolfiego i wysłał tam grupę swych księży, sióstr i małżeństw, by zreformować klasztory tego miasta.
W maju 1539 roku Antoni Maria był znów w Guastalli. Przyczyna jego powrotu jest sporna. Pewnym jest, że bardzo podupadł na zdrowiu, a praca w tym mieście oraz gorący i wilgotny klimat doliny rzeki Po, pogorszyły je jeszcze bardziej. W ostatnim tygodniu czerwca był tak chory, że poprosił, aby zabrano go do domu swojej matki w Cremonie.
Otoczony rodziną i najbliższymi przyjaciółmi, pocieszony sakramentami Kościoła, wyniszczony gorliwą pracą kaznodziejską zmarł – tak, jak przepowiedział – w oktawie świętych Piotra i Pawła, 5 lipca 1539 r w wieku 36 lat. Pobożna tradycja utrzymuje, że przed zgonem Antoni Maria miał wizję świętego Pawła.
Po pogrzebie w Cremonie jego ciało zostało przewiezione do Mediolanu i pochowane w klasztorze Anielanek św. Pawła. Jego świętość była niezwłocznie rozpoznana i aż do roku 1634 był czczony jako błogosławiony. Zabrakło 5 lat, by Antoni Maria mógł być kanonizowany. Zanim Urban VIII w 1634 roku ogłosił nowe zasady kanonizacji, Antoni Maria utracił popularny tytuł błogosławionego. W 1802 roku sprawa kanonizacji Antoniego Marii Zaccarii znów stała się otwarta. Do 1888 roku trzy cuda zostały wstępnie uznane do procesu jego oficjalnej beatyfikacji. Czujny barnabicki kardynał Giuseppe Granniello, bliski współpracownik papieża Leona XIII, uzyskał decyzję o przyznaniu tytułu błogosławionego na skutek poprzednich 95 lat kultu ludowego (1539–1634). Ostatecznie trzy cuda zostały uznane w lutym 1897 r. i w konsekwencji doprowadziły do kanonizacji Antoniego Marii Zaccarii w dniu 27 maja 1897 r. (Giovanni M. Scalese, CRSP, Antoni M. Bianco CRSP, M.A., Gabriel M. Patil CRSP, S.T.L., S.S.L., M.A.)
Został kanonizowany przez Leona XIII w 1897 r.

## Atrybuty
W ikonografii św. Antoni Maria Zaccaria przedstawiany jest m.in. u boku św. Pawła Apostoła, do którego miał szczególne nabożeństwo. Czasami z monstrancją w ręku lub trzymający krzyż – jako czciciel Męki Pańskiej. Jego atrybuty to hostia, kielich i lilia.